# Fotogramas de Plata 1995
La 46a cerimònia de lliurament dels Fotogramas de Plata 1995, lliurats per la revista espanyola especialitzada en cinema Fotogramas, va tenir lloc l'11 de març de 1996 al Palau de Congressos del Parque Juan Carlos I (IFEMA). Va comptar amb les actuacions de Ketama, La Cubana i Presuntos Implicados. Fou emesa per La 1.

## Candidatures
| Guardó                       | Candidat                                        | Treballs que es valoren                                  | Decisió    |
| ---------------------------- | ----------------------------------------------- | -------------------------------------------------------- | ---------- |
| Millor pel·lícula espanyola  | Nadie hablará de nosotras cuando hayamos muerto | Agustín Díaz Yanes                                       | Guanyadora |
| Millor pel·lícula estrangera | Els ponts de Madison                            | Clint Eastwood                                           | Guanyadora |
| Millor actriu de cinema      | Aitana Sánchez-Gijón                            | La ley de la frontera Boca a boca Un paseo por las nubes | Candidata  |
| Millor actriu de cinema      | Marisa Paredes                                  | La flor de mi secreto                                    | Guanyadora |
| Millor actriu de cinema      | Victoria Abril                                  | Nadie hablará de nosotras cuando hayamos muerto          | Candidata  |
| Millor actor de cinema       | Javier Bardem                                   | Boca a boca                                              | Guanyador  |
| Millor actor de cinema       | Antonio Banderas                                | Two Much                                                 | Candidat   |
| Millor actor de cinema       | Álex Angulo                                     | El día de la bestia Sálvate si puedes                    | Candidat   |
| Millor actor de televisió    | Emilio Aragón Álvarez                           | Médico de familia                                        | Candidat   |
| Millor actor de televisió    | Carmelo Gómez                                   | La Regenta                                               | Guanyador  |
| Millor actor de televisió    | Tito Valverde                                   | Pepa y Pepe                                              | Candidat   |
| Millor actriu de televisió   | Aitana Sánchez-Gijón                            | La Regenta                                               | Guanyadora |
| Millor actriu de televisió   | Lydia Bosch                                     | Médico de familia                                        | Candidata  |
| Millor actriu de televisió   | Verónica Forqué                                 | Pepa y Pepe                                              | Candidata  |
| Tota una vida                | Paco Rabal                                      |                                                          | Guanyador  |
| Millor intèrpret de teatre   | Ana Belén                                       | La bella Helena                                          | Guanyadora |